# Balantidioza
Balantidioza – choroba zakaźna wywoływana przez szparkosza okrężnicy (Balantidium coli), którego żywicielem mogą być: ludzie, świnie, dziki, szympansy i organgutany.
W jej leczeniu stosuje się tetracyklinę (500 mg co 6 godzin przez 7–10 dni) lub metronidazol (750 mg co 8 godzin przez 5 dni).

## Epidemiologia
Do zakażenia człowieka dochodzi najczęściej drogą pokarmową, poprzez spożycie żywności lub wody zanieczyszczonej kałem zawierającym cysty szparkosza okrężnicy (najczęściej pochodzącym od świń, dlatego zakażenia znacznie częściej występują na obszarach wiejskich). Opisywano również przypadki zarażenia drogą bezpośredniego kontaktu z osobą zarażoną.

## Patogeneza

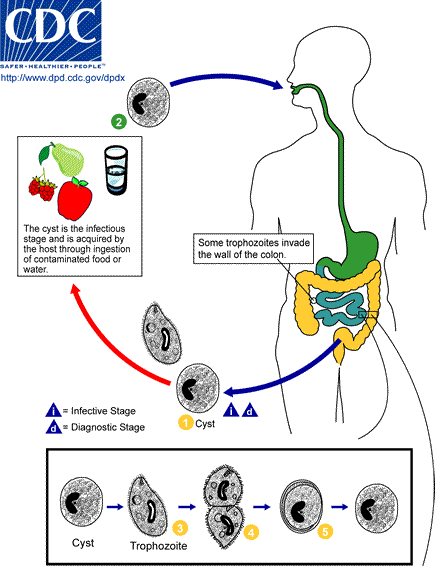
Cykl życiowy szparkosza okrężnicy (Balantidium coli)

Połknięte cysty uwalniają trofozoity, które przebywają i namnażają się w świetle jelita grubego, powodując jego nieżyt z ogniskową martwicą i wytworzeniem owrzodzeń (głównie w okolicy wyrostka robaczkowego). U większości chorych przebiega to bezobjawowo, jednak u niektórych pojawiają się: biegunka (główny objaw), nudności, wymioty oraz bóle spastyczne brzucha. Choroba bardzo rzadko przebiega z objawami krwawienia z przewodu pokarmowego (co może imitować czerwonkę). Nigdy w przebiegu balantidiozy nie dochodzi jednak do zajęcia drogą krwi innych narządów (w przeciwieństwie do pełzakowicy). W przewlekłej postaci choroby występują również: bóle głowy, bezsenność oraz brak apetytu (prowadzący często do chudnięcia).